# Варна (фрегат, 1830)
«Ва́рна» — вітрильний 60-гарматний фрегат Чорноморського флоту Російської імперії. Названий на честь захоплення російськими військами 29 вересня 1828 року турецької фортеці Варна.

## Історія
Закладений у Миколаєві у 1829 році на приватній верфі О. О. Перовського, головний будівник — інженер-генерал-майор корпуса корабельних інженерів М. І. Суровцов. Один із шести 60-гарматних фрегатів типу «Тенедос», побудованих у Миколаєві під наглядом адмірала і військового губернатора міста О. С. Грейга. За розмірами і озброєнням вони не сильно поступалися 74-гарматним лінійним кораблям і іноді іменувалися 60-гарматними кораблями.
Після спуску на воду 16 серпня 1830 року увійшов до складу Чорноморського флоту Російської імперії.
У 1833 році брав участь в експедиції Чорноморського флоту на Босфор. 2 лютого вийшов із Севастополя у складі ескадри контрадмірала М. П. Лазарєва і до 8 лютого прибув у Буюк-Дере. 28 червня, прийнявши на борт війська, з ескадрою вийшов з Буюк-Дере і, висадивши війська у Феодосії 3 липня, до 22 липня повернувся до Севастополя.
Перебував у практичних плаваннях у Чорному морі в 1834—1837 роках.

### Загибель
Під час Кавказької війни, у 1838 році брав участь в Абхазькій експедиції. Разом із 24-гарматним корветом «Месемврія» прикривав будівництво форту Олександрія. В кінці травня в складі «Месемврії» і семи торговельних суден (серед них пароплав «Колхіда» і транспорт «Ахіолло»), навантажених фуражем, продовольством і боєприпасами, «Варна» прибула на рейд.
У ніч проти 31 травня 1838 року під час стоянки на рейді в гирлі річки Сочі, будучи на якорі навпроти укріплення, що зводилося, кораблі потрапили в сильний шторм приблизно о восьмій годині вечора. Пошкоджений корабель, що заливало водою, був викинутий на берег близько першої години ночі.
Члени екіпажів, що врятувалися, зазнали нападу убихів. Для порятунку екіпажу з фортеці виступив батальйон стрільців, який, відігнавши кавказців від судна, зняв з нього екіпаж і обладнання та повернувся у фортецю. Останки кораблів були розграбовані і спалені кавказцями на очах у форту-укріплення Навагінський. Внаслідок корабельної аварії та нападу кавказців загинули понад 30 осіб з екіпажів кораблів, серед них 17 моряків нижнього чину з «Варни».

## Командири
- Ф. І. Ратч (1830—1831)[11];
- А. С. Сундій (1833);
- Е. І. Вергопуло (1834);
- І. А. Аркас (1835—1837)[11];
- А. А. Тишевський (1838).